# Franz Anton Grieshaber
Franz Anton Grieshaber (* 23. April 1725 (Taufdatum) in Waldshut; † 23. Dezember 1757 in Mimmenhausen) war ein südwestdeutscher Metall- und Glockengießer und schuf von 1754 bis 1757 den „Glockenhimmel von Salem“.

## Leben und Herkunft

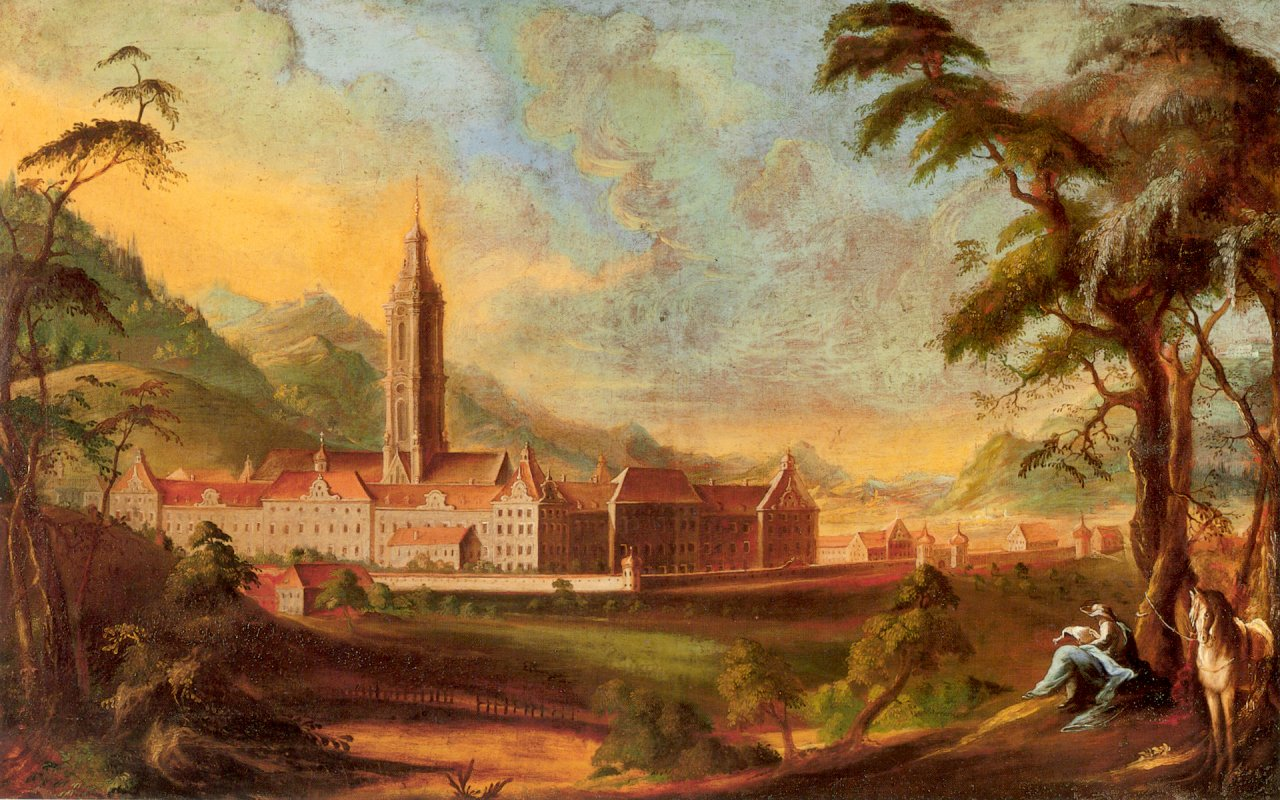
Reichsabtei Salem mit dem 1807 abgerissenen Glockenturm

Franz Anton II. Grieshaber stammte aus einer in Waldshut ansässigen Glockengießerfamilie. Der Großvater von Franz Anton (II.), Johann Jakob, war bereits überregional bekannt. Auch der Vater, Franz Anton (I.), ist mit etlichen signierten Glocken im Beruf belegt. 
Franz Anton (II.) verzog nach der Anerkennung als Meister nach Freiburg im Breisgau, wo er 1751 in die Schmiedezunft aufgenommen wurde. Seine formvollendeten und technisch hochwertigen Güsse verschafften ihm rasch ein überregionales Renommee. In Waldshut goss er 1753 zusammen mit seinem Vater die Fridolinsglocke des Fridolinsmünsters. Abt Anselm II. Schwab rief Grieshaber 1754 an die Reichsabtei Salem und beauftragte ihn mit der Fertigung des ungewöhnlich aufwändigen, 17 Glocken umfassenden Salemer Glockenensembles, das er von 1754 bis 1757 (vier Glocken 1754, sieben Glocken 1755) zusammen mit Johann Georg Scheichel erstellte. Grieshabers Geläut zeichnet sich trotz enormer Größe durch überragende Klangqualitäten, perfekte Gusstechnik und eine hochwertige künstlerische Gestaltung mit Modeln nach Entwürfen von Ignaz Günther und Joseph Anton Feuchtmayer aus. Die 66 Modeln aus dem Nachlass wurden vermutlich durch den Freiburger Bildhauer Xaver Hauser, den er in Freiburg zum Nachbarn hatte, gefertigt. Die drei großen Glocken wurden am 1. April 1757 durch Abt Anselm geweiht. Das größte Geläut seiner Zeit, auch unter dem Namen „Salemer Glockenhimmel“ bekannt, wurde in der Säkularisation aufgeteilt und zum Teil verkauft. Die größte, 8000 kg schwere Herrgottsglocke ging nach Herisau und ist noch heute die fünftgrößte Kirchenglocke der Schweiz. Bis 1757 goss Grieshaber weitere Glocken für den oberschwäbischen Raum wie die Glocke von Obereschach bei Ravensburg (1755).
Der erst 32 Jahre alte Franz Anton Grieshaber verstarb am 23. Dezember 1757 in Mimmenhausen, einem heutigen Teilort von Salem. Für die Überlieferung in den Nachlassakten der Familie Grieshaber in Waldshut, er sei bei der Arbeit verstorben, findet sich im Sterbebuch der Kirchengemeinde Mimmenhausen (1726–1992) kein Beleg. Grieshaber hinterließ zwei Töchter, von denen die jüngere am 15. März 1756 auf den Namen Nepomucena in Mimmenhausen getauft wurde.